# Catedral de Faro
La Catedral de Faro, también conocida como la Iglesia de Santa María, es un edificio ubicado en la ciudad de Faro. 
Fue construido después de la reconquista cristiana en 1251 por el arzobispo de Braga D. Joao Viegas. Posteriormente fue entregada a la Orden de Santiago.

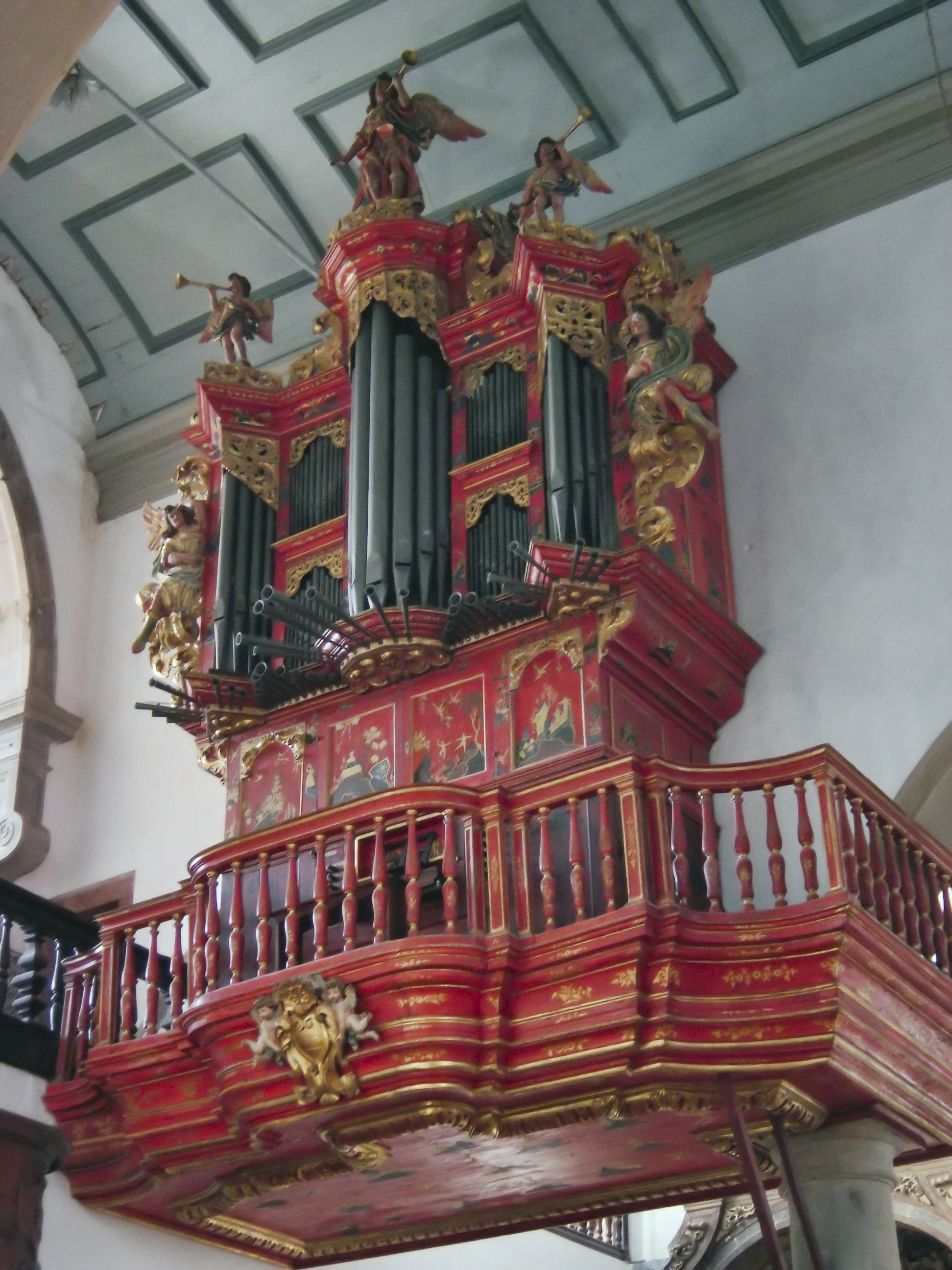
El órgano de la catedral de Faro.

En el 1577 se volvió sede de la Diócesis Episcopal del Algarve, unos años más tarde (1596) fue saqueada y quemada por las tropas británicas del conde de Essex. Reconstruida después del terremoto de 1722 y 1755 y aun así se realizaron otras obras. (El campanario inacabado señala la vida atribulada de este edificio.)
Se destaca, en el interior, los conjuntos de talla en madera y el órgano, en el exterior hay que señalar las excelentes vistas sobre la ciudad y la ría, que es posible tener en la parte superior de la torre del campanario.